# Chautauqua Airlines
Chautauqua Airlines – nieistniejąca amerykańska linia lotnicza z siedzibą w Indianapolis, w stanie Indiana.
Decyzją właściciela Republic Airways Holdings z końcem 2014 doszło do połączenia się z linią Shuttle America.